# Gammarus belli
Gammarus belli is een vlokreeftensoort uit de familie van de Gammaridae. Het betreft een uitgestorven soort die alleen bekend is van fossielen. De wetenschappelijke naam van de soort is voor het eerst geldig gepubliceerd in 1984 door G. Karaman. Bell beschreef de soort in 1921 als Gammarus fluviatilis. Deze naam is echter niet geaccepteerd.